# Gonydactylus markuscombaii
Gonydactylus markuscombaii este o specie de șopârle din genul Gonydactylus, familia Gekkonidae, descrisă de Darevsky, Helfenberger, Orlov și Shah 1998. Conform Catalogue of Life specia Gonydactylus markuscombaii nu are subspecii cunoscute.